# 大竇乸
大竇乸是香港大嶼山梅窩的傳統食品，在嫁娶等喜慶日子時由媳婦烹調用作招待親朋，將麵粉切條，配以蝦米、豬肉和蜆肉等多種配料煮湯而成。